# Image Quilting
Image Quilting («quiltear imágenes» en inglés, nombre inspirado en la técnica de elaboración de colchas compuestas de retazos o patchwork). Es una práctica de síntesis de textura, es decir, una técnica que se utiliza para crear imágenes con textura similares a una imagen de prueba. 
La técnica fue inventada por Alexeis A. Efros y William T. Freeman quienes la presentaban en 2001.

## Técnica
Image Quilting imita la técnica manual patchwork para crear un quilt. Crea una imagen de parche por parche o — en términos informáticos — baldosa por baldosa (tile by tile en inglés), siguiendo la regla: «Busca la baldosa, o mosaico, que se adapta lo mejor con las que ya has añadido y córtala de manera que se identifique bien con el diseño de sus vecinas.»
Formalmente se realiza usando tres parámetros:
- El tamaño de la imagen nueva (output size) define altura (height) y ancho (width) de la imagen nueva. En general se utiliza el mismo valor para ambos parámetros, es decir la imagen nueva va a ser cuadrada.
- El tamaño de baldosa (tile size) define altura y ancho de una baldosa sola. En general aquí también solo se usa un parámetro así que las baldosas son cuadradas.
- El ancho del borde (edge size) define el tamaño del área en donde dos baldosas se solapan. En esta área la idea es (el algoritmo) buscar un corte óptimo de manera que el diseño se continúe sin fisuras visibles.

Con la imagen de prueba como entrada y estos parámetros, el algoritmo ejecuta tres pasos:
1. Inicialización: Crea una imagen nueva del tamaño deseado por el usuario. Elige aleatoriamente parte de la imagen de prueba del tamaño de una baldosa y la copia y pega en una esquina de la nueva imagen.
2. Búsqueda de baldosas acoplables: Para cada baldosa siguiente busca en la imagen de prueba las que vengan bien con las baldosas vecinas. Para ello se  ponen dos baldosas, una encima de la otra, de manera que se solapen al borde y se comparan sus diseños en esta área. Se agregan los mejores candidatos en una lista de candidatos.
3. Quiltear: De la lista de candidatos aleatoriamente elige una baldosa y se pega en la nueva imagen.